# Лежень (балка)

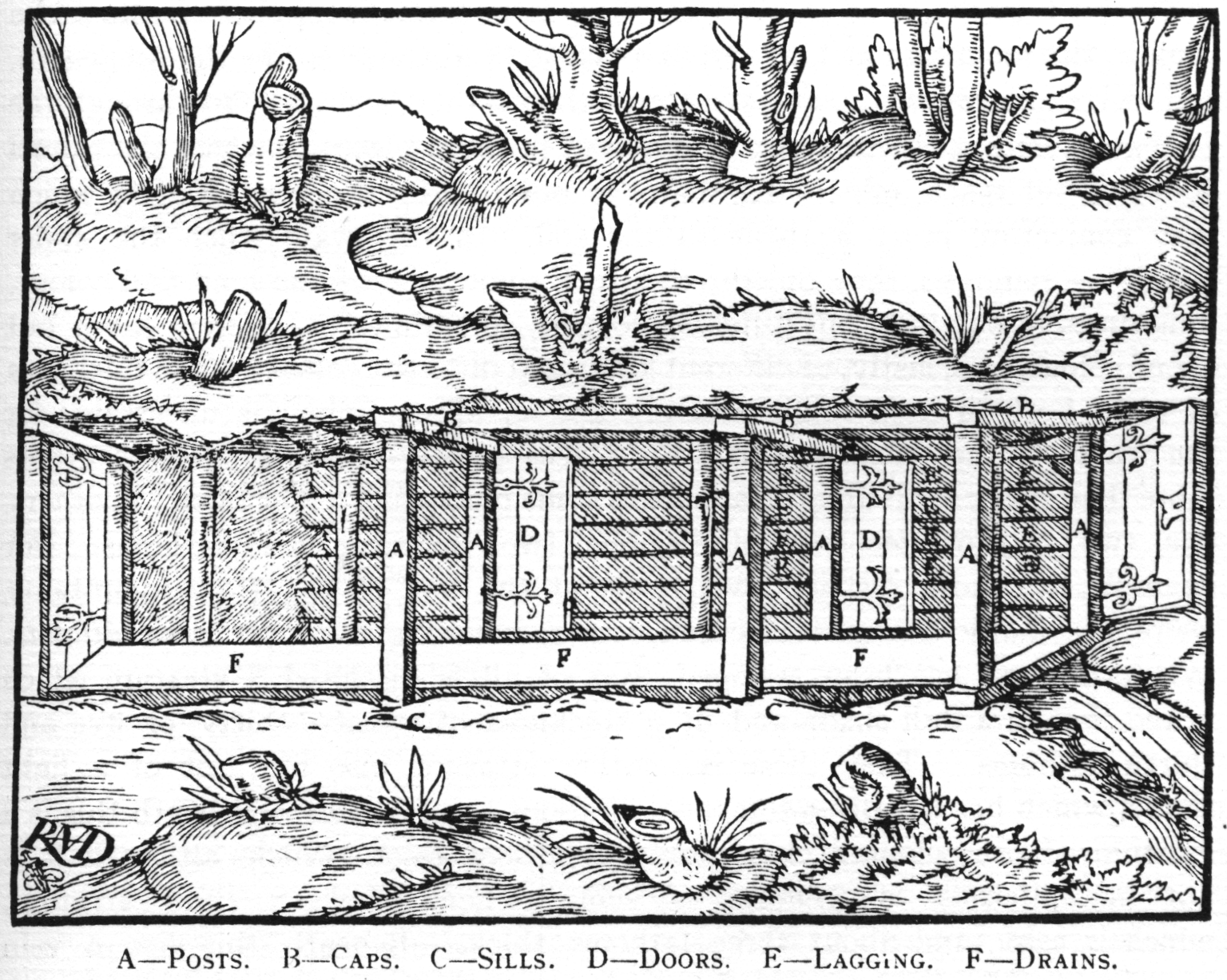
Лежні у книзі Г.Агріколи «De Re Metallica» (1556 р.). Стояки А. Верхняки В. Лежні С. Двері D. Затяжки Е. Канавка F.

Ле́жень — брус або колода, що звичайно лежить на землі і служить основою для чого-небудь.

## Будівництво
У будівництві лежень — покладений на землю брус (колода), що слугує опорою стін хати. Лежнем також називають елемент кроквяної системи — брус, покладений наверху стін, що служить опорою для стійок прогонів.

## Гірництво
Лежень (рос. лежень, англ. sill, patand, groundsill, ground brace, sole, foot-piece, нім. Sohlbalken m, Grundsohle f, Schwelle f, Fussholz n) — елемент рамного кріплення, який працює як балка на суцільній основі; розташований на підошві виробки. Лежень укладається безпосередньо на підошву або в канавку поперек виробки (поперечний) або вздовж неї (поздовжній). На лежні спираються стояки кріпильних рам, що унеможливлює їх втиснення (вдавлення) в м'які породи підошви. Поперечні лежні роблять з того ж матеріалу, що й інші елементи кріпильної рами, поздовжні — звичайно з дерева.